# Kulturno-umjetničko društvo Uljanik
KUD Uljanik je kulturno-umjetničko društvo iz Pule osnovano 1967. godine. Jedno je od rijetkih društava u Istri koje na repertoaru ima plesove iz gotovo svih krajeva Hrvatske.
Osim plesova iz Istre i ostatka Hrvatske, program KUD-a nekad je bio obogaćen i plesovima iz susjednih zemalja: Slovenije, Bosne, Srbije i Makedonije. Koreografije potpisuju Stjepan Celić, Salko Salihi, Nerina Štajner, Lucija Kancijanić i Dragica Martinović iz Pule te Milivoj Miljan iz Repušnice. KUD Uljanik njeguje i glazbenu baštinu: izvornu istarsku pjesmu i svirku na istarskim glazbalima kao i izvorne pjesme iz drugih krajeva Hrvatske.
KUD ima oko 100 članova koji djeluju u 5 grupa: dvije glazbene (tamburaški orkestar i istarski narodni instrumenti) i tri plesne (juniori, seniori i veterani).
Program KUD Uljanik predstavlja na brojnim nastupima u zemlji i inozemstvu. Sudjelovali su na brojnim županijskim, državnim i međunarodnim smotrama i festivalima. Dobitnik je brojnih priznanja i nagrada.

## Vanjske poveznice
- Stranice KUD Uljanika  Arhivirana inačica izvorne stranice od 22. rujna 2008. (Wayback Machine)